# Otočje Vaika
Otočje Vaika je skupina estonskih otočića zapadno od otoka Vilsandi.

## Otoci
Otočje Vaika čine otoci Alumine Vaika, Karirahu, Keskmine Vaika, Kullipank, Mustpank i Ülemine Vaika.

## Vanjske poveznice
|  | Zajednički poslužitelj ima još gradiva o temi Otočje Vaika |